# Гощаново
Гощаново (пол. Goszczanowo, нім. Guscht) — село в Польщі, у гміні Дрезденко Стшелецько-Дрезденецького повіту Любуського воєводства.
Населення — 299 осіб (2011).
У 1975-1998 роках село належало до Гожовського воєводства.

## Демографія
Демографічна структура станом на 31 березня 2011 року:
|          | Загалом | Допрацездатний вік | Працездатний вік | Постпрацездатний вік |
| -------- | ------- | ------------------ | ---------------- | -------------------- |
| Чоловіки | 151     | 31                 | 105              | 15                   |
| Жінки    | 148     | 33                 | 81               | 34                   |
| Разом    | 299     | 64                 | 186              | 49                   |